# De Poelen
De Poelen – wiatrak w miejscowości Dronrijp, w gminie Menaldumadeel, w prowincji Fryzja, w Holandii. Młyn został wzniesiony w 1850 r. Był restaurowany w latach 1984-1985. Wiatrak ma trzy piętra, przy czym powstał na jednopiętrowej bazie. Jego śmigła mają rozpiętość 19,10 m. Wiatrak służył głównie do pompowania wody za pomocą śruby Archimedesa.